# مایکل کلوس (بازیکن فوتبال، زاده ۱۹۸۷)
مایکل کلوس (انگلیسی: Michael Klauß؛ زادهٔ ۲۰ آوریل ۱۹۸۷) بازیکن فوتبال اهل آلمان است.
از باشگاه‌هایی که در آن بازی کرده‌است می‌توان به باشگاه فوتبال اشتوتگارت، باشگاه فوتبال یان رگنسبورگ، و باشگاه فوتبال وی‌اف‌آر آلن اشاره کرد.